# Stazione di Kita-Ageo
La stazione di Kita-Ageo (北上尾駅?, Kita-Ageo-eki) è una stazione ferroviaria situata nella città di Ageo, nella prefettura di Saitama in Giappone, ed è servita dalle linee Shōnan-Shinjuku e Takasaki della JR East.

## Linee
East Japan Railway Company
■ Linea Takasaki
■ Linea Shōnan-Shinjuku

## Struttura
La stazione è dotata di due marciapiedi laterali con due binari in superficie.
| 1 | ■ Linea Takasaki        | per Ōmiya, Urawa e Ueno                        |
| 1 | ■ Linea Shōnan-Shinjuku | per Ōmiya, Shinjuku, Yokohama, Ōfuna e Odawara |
| 2 | ■ Linea Takasaki        | per Kumagaya, Kagohara, Takasaki e Maebashi    |

## Stazioni adiacenti
| «                     | Servizio                      | »                     |
| Linea Takasaki        | Linea Takasaki                | Linea Takasaki        |
| Linea Shōnan-Shinjuku | Linea Shōnan-Shinjuku         | Linea Shōnan-Shinjuku |
| --------------------- | ----------------------------- | --------------------- |
| Ageo                  | Locale Rapido Shōnan-Shinjuku | Okegawa               |